# Altes Schützenhaus (Zofingen)

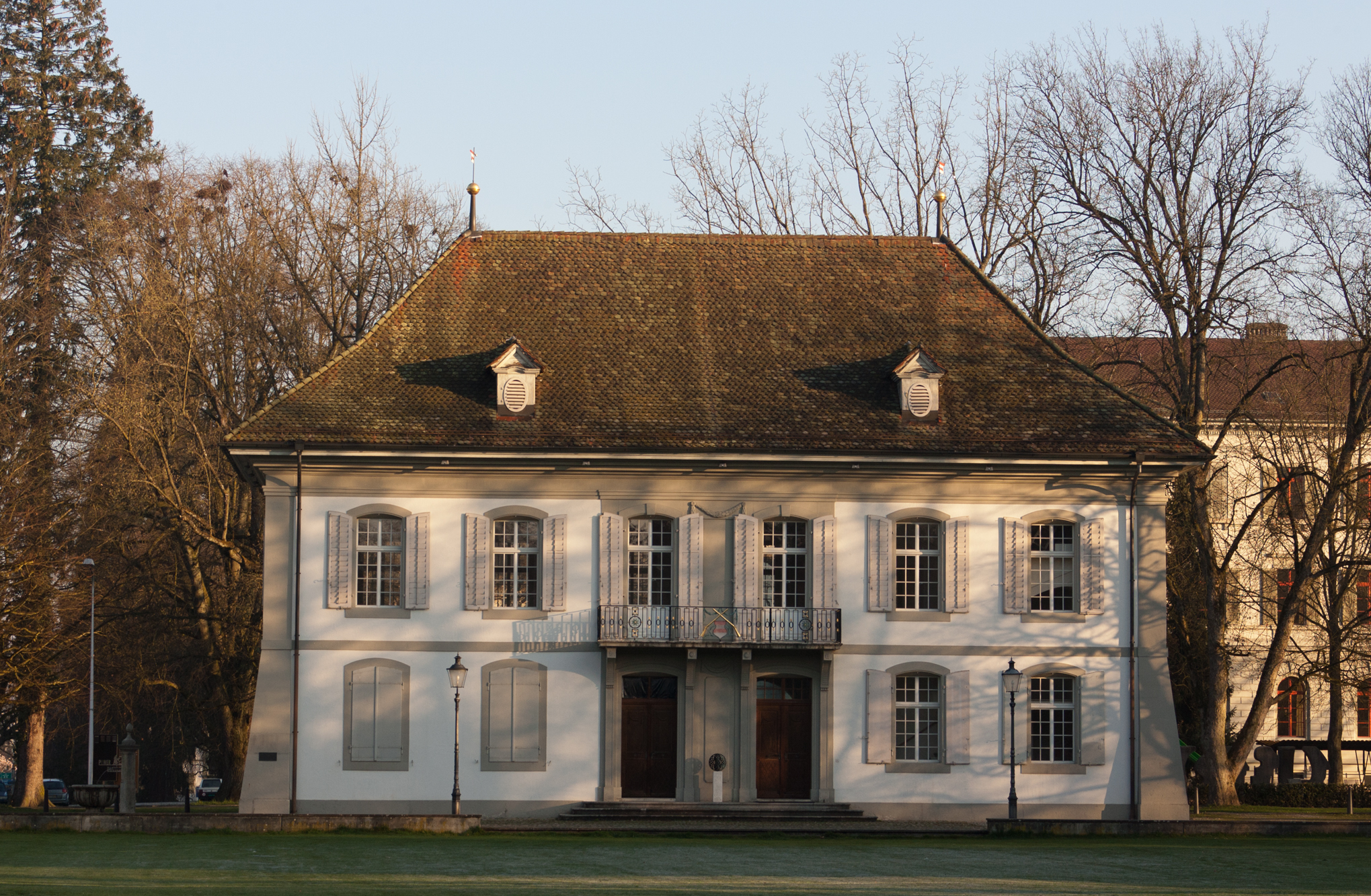
Altes Schützenhaus

Das Alte Schützenhaus ist ein denkmalgeschütztes Gebäude in Zofingen in der Schweiz. Es steht östlich der Altstadt an der General-Guisan-Strasse 12, wird heute unter dem Namen Kunsthaus Zofingen als Kunstmuseum genutzt und ist als Kulturgut von nationaler Bedeutung eingestuft.

## Gebäude
1812 beschloss die Stadt, ein Schützenhaus mit einem Saal für Veranstaltungen zu errichten. Die Bauarbeiten begannen 1813, waren aber erst 1825 abgeschlossen. Die Wohnbebauung dehnte sich aus, so dass das Schützenhaus bereits 1859 durch einen Neubau an der Spitalhalde ersetzt werden musste; der Schiessstand im Erdgeschoss wurde zugemauert. Das zweistöckige Gebäude ist ein freistehender Rechteckbau im frühklassizistischen Louis-seize-Stil. Ein Mittelrisalit und ein schmiedeeiserner Balkon auf Konsolen gliedern die Südfassade. Die Fenster besitzen kräftig ausgeführte Eckpilaster und Stichbogenöffnungen. Flache Pilaster und zwei Kamine schmücken den Festsaal im Obergeschoss.

## Kunstmuseum
Das Alte Schützenhaus beherbergt die städtische Kunstsammlung sowie private Sammlungen. Es ist vor allem auf bildende Kunst und moderne Malerei spezialisiert, wobei bevorzugt Werke von Künstlern aus der Region gezeigt werden. Die Sammlung geht auf Richard und Alice Haller zurück, die im Jahr 1962 die erste Kunstgalerie Zofingens eröffnet hatten. 1979 schenkten sie der Stadt 100 Werke, die seit 1982 im Alten Schützenhaus ausgestellt werden. Der Verein «Kunst im Alten Schützenhaus» erweiterte die Sammlung sukzessive und begann 1988 mit dem Aufbau eines Skulpturengartens.